# Schermen op de Olympische Zomerspelen 1968
Schermen is een van de sporten die beoefend werden tijdens de Olympische Zomerspelen 1968 in Mexico-Stad.

## Heren

### floret individueel
| rang   | sporter(s)         | land |
| ------ | ------------------ | ---- |
| Goud   | Ion Drîmbă         | ROU  |
| Zilver | Jenő Kamuti        | HUN  |
| Brons  | Daniel Revenu      | FRA  |
| 4      | Christian Noël     | FRA  |
| 5      | Jean-Claude Magnan | FRA  |
| 6      | Mihai Ţiu          | ROU  |
| 7      | Tănase Mureşan     | ROU  |
| 7      | German Svesjnikov  | URS  |

### floret team
| rang   | sporter(s)                                                                                | land |
| ------ | ----------------------------------------------------------------------------------------- | ---- |
| Goud   | Daniel Revenu Christian Noël Jean-Claude Magnan Gilles Berolatti Jacques Dimont           | FRA  |
| Zilver | Viktor Poetjatin Joeri Sjarov German Svesjnikov Joeri Sissikin Vasili Stankovitsj         | URS  |
| Brons  | Zbigniew Skrudlik Ryszard Parulski Witold Woyda Egon Franke Adam Lisewski                 | POL  |
| 4      | Ion Drîmbă Mihai Ţiu Ştefan Hauckler Tănase Mureşan Iuliu Falb                            | ROU  |
| 5      | László Kamuti Jenő Kamuti Sandor Szabó Gábor Füredi Attila May                            | HUN  |
| 6      | Friedrich Wessel Dieter Wellmann Jürgen Theuerkauff Jürgen Brecht Tim Gerresheim          | FRG  |
| 7      | Pasquale La Ragione Alfredo Del Francia Nicola Granieri Arcangelo Pinelli Michelle Maffei | ITA  |
| 7      | Masaya Fukuda Heizaburo Okawa Fujio Shimizu Kazuhiko Wakasugi Kazuo Mano                  | JPN  |

### degen individueel
| rang   | sporter(s)           | land |
| ------ | -------------------- | ---- |
| Goud   | Győző Kulcsár        | HUN  |
| Zilver | Grigori Kriss        | URS  |
| Brons  | Gianluigi Saccaro    | ITA  |
| 4      | Viktor Modsalevski   | URS  |
| 5      | Herbert Polzhuber    | AUT  |
| 6      | Jean Pierre Allamand | FRA  |
| 7      | Peter Lötscher       | SUI  |
| 7      | Henryk Nielaba       | POL  |

### degen team
| rang   | sporter(s)                                                                                    | land |
| ------ | --------------------------------------------------------------------------------------------- | ---- |
| Goud   | Győző Kulcsár Csaba Fenyvesi Zoltán Nemere Pál Schmitt Pál B. Nagy                            | HUN  |
| Zilver | Akeksej Nikantsjikov Grigori Kriss Viktor Modsalevski Josif Vitebski Joeri Smoljakov          | URS  |
| Brons  | Bogdan Andrzejewski Michał Butkiewicz Bohdan Gonsior Henryk Nielaba Kazimierz Barburski       | POL  |
| 4      | Franz Rompza Paul Gnaier Dieter Jung Max Geuter Fritz Zimmermann                              | FRG  |
| 5      | Bernd Uhlig Hans-Peter Schulze Harry Fiedler Klaus Dumke                                      | GDR  |
| 6      | Gianfranco Paolucci Claudio Francesconi Giambattista Breda Gianluigi Saccaro Antonio Albanese | ITA  |
| 7      | François Jeanne Claude Bourquard Yves Boissier Jacques La Degaillerie Jean Pierre Allamand    | FRA  |
| 7      | Nicholas Halsted Edward Owen Bourne Henry Hoskyns William Ralph Johnson Peter Jacobs          | GBR  |

### sabel individueel
| rang   | sporter(s)         | land |
| ------ | ------------------ | ---- |
| Goud   | Jerzy Pawłowski    | POL  |
| Zilver | Mark Rakita        | URS  |
| Brons  | Tibor Pézsa        | HUN  |
| 4      | Vladimir Naslimov  | URS  |
| 5      | Rolando Rigoli     | ITA  |
| 6      | Józef Nowara       | POL  |
| 7      | Oemjar Mavlichanov | URS  |
| 7      | Serge Panizza      | FRA  |

### sabel team
| rang   | sporter(s)                                                                         | land |
| ------ | ---------------------------------------------------------------------------------- | ---- |
| Goud   | Mark Rakita Vladimir Naslimov Edoeard Vinokoerov Viktor Sidjak Oemjar Mavlichanov  | URS  |
| Zilver | Wladimiro Calarese Cesare Salvadori Rolando Rigoli Pierluigi Chicca Michele Maffei | ITA  |
| Brons  | Péter Bakonyi Tamás Kovács János Kalmar Miklós Meszéna Tibor Pézsa                 | HUN  |
| 4      | Marcel Parent Claude Arabo Bernard Vallée Serge Panizza Jean-Ernest Ramez          | FRA  |
| 5      | Jerzy Pawłowski Emil Ochyra Józef Nowara Franciszek Sobczak Zygmunt Kawecki        | POL  |
| 6      | Alex Orban Alfonso Morales Anthony Keane Robert Blum Thomas Balla                  | USA  |
| 7      | Alexander Leckie Rodney Craig David Acfield Richard Oldcorn                        | GBR  |
| 7      | Percy Borucki Walter Köstner Paul Wischeidt Klaus Allissat Volker Duschner         | FRG  |

## Dames

### floret individueel
| rang   | sporter(s)                   | land |
| ------ | ---------------------------- | ---- |
| Goud   | Jelena Novikova              | URS  |
| Zilver | María del Pilar Roldán Tapia | MEX  |
| Brons  | Ildikó Ujlaki-Rejtő          | HUN  |
| 4      | Brigitte Gapais              | FRA  |
| 5      | Kerstin Palm                 | SWE  |
| 6      | Galina Gorochova             | URS  |
| 7      | Giovanna Masciotta           | ITA  |
| 7      | Heidi Schmid                 | FRG  |

### floret team
| rang   | sporter(s)                                                                                          | land |
| ------ | --------------------------------------------------------------------------------------------------- | ---- |
| Goud   | Aleksandra Zabelina Jelena Novikova Galina Gorochova Tatjana Samoesenko Svetlana Tsjirkova          | URS  |
| Zilver | Ildikó Ujlaki-Rejtő Mária Gulácsy Lídia Sákovics Ildikó Bóbis Paula Marosi                          | HUN  |
| Brons  | Ileana Drîmbǎ Olga Szabó Ecaterina Iencic Ana Ene Maria Vicol                                       | ROU  |
| 4      | Catherine Ceretti Brigitte Gapais Marie-Chantal de Petris Claudette Herbster Annick Level           | FRA  |
| 5      | Heidi Schmid Helga Volz-Mees Gudrun Theuerkauff Helga Koch Monika Pulch                             | FRG  |
| 6      | Antonella Ragno Giulia Lorenzoni Bruna Colombetti Peroncini Giovanna Masciotta Silvana Sconciafurno | ITA  |

## Medaillespiegel
| rang   | land        | goud | zilver | brons | totaal |
| ------ | ----------- | ---- | ------ | ----- | ------ |
| 1      | Sovjet-Unie | 3    | 4      | 0     | 7      |
| 2      | Hongarije   | 2    | 2      | 3     | 7      |
| 3      | Polen       | 1    | 0      | 2     | 3      |
| 4      | Frankrijk   | 1    | 0      | 1     | 2      |
| 4      | Roemenië    | 1    | 0      | 1     | 2      |
| 6      | Italië      | 0    | 1      | 1     | 2      |
| 7      | Mexico      | 0    | 1      | 0     | 1      |
| totaal | totaal      | 8    | 8      | 8     | 24     |